# Gorazd Meško
Gorazd Meško (* 1965) ist ein slowenischer Sozialpädagoge und Kriminologe, der seit 1992 Professor an der Universität Maribor ist. Meško amtierte 2017/18 als Präsident der European Society of Criminology.
Seine Doktorarbeit im Fach Sozialpädagogik legte Meško 1998 vor, sie hatte die persönlichen Charakterzüge von polizeilichem Führungspersonal und ihre Einschätzung von Randgruppen zum Thema. Seine Post-Doc-Forschung zur Kriminalprävention in westlichen Gesellschaften führte er am Institut für Kriminologie der Universität Cambridge durch.

## Schriften (Auswahl)
- Trust and legitimacy in criminal justice. European perspectives. Springer, New York 2015, ISBN 978-3-319-09813-5 (E-Book).
- Handbook on policing in Central and Eastern Europe. Springer, New York 2013, ISBN 978-1-4614-6720-5 (E-Book).
- Als Herausgeber mit anderen: Criminal Justice and Security. Contemporary criminal justice practice and research. Conference proceedings. University of Maribor, Faculty of Criminal Justice and Security, Ljubljana 2013, ISBN 978-961-6821-39-1.
- Als Herausgeber mit anderen: Policing in Central and Eastern Europe. Social control of unconventional deviance. Conference proceedings. University of Maribor, Faculty of Criminal Justice and Security, Ljubljana 2011, ISBN 961-6821-10-5.